# Rudolf Raschke
Rudolf Raschke (né le 21 juin 1923 à Penk, mort le 8 avril 1945 à Vienne) est un résistant autrichien au nazisme, Oberleutnant dans la Wehrmacht.

## Biographie
Raschke est le fils d'un fonctionnaire des chemins de fer de Bleiburg. De 1937 à 1939, il fréquente l'école de commerce de Klagenfurt puis la Reichsfinanzschule à Leitmeritz. En 1940, il obtient son diplôme de fin d'études militaires. Il est membre des Jeunesses hitlériennes et rejoint volontairement la Wehrmacht en tant qu'artilleur en 1940. En 1941, il est promu Fahnenjunker. Pendant la Seconde Guerre mondiale, il participe à la campagne des Balkans en Grèce et plus tard à la campagne de Russie. En 1942, il est promu Leutnant et a été temporairement dans le commandement général du 17e corps d'armée à Vienne. En 1944, il est accepté dans la Wehrmacht en tant qu'officier d'active et se porte volontaire pour le front occidental. Début 1945, il est promu Oberleutnant.
À partir du 8 février 1945, il est affecté au commandement général de Vienne. Là, il rejoint avec Karl Biedermann et Alfred Huth le groupe de résistance des membres autrichiens de la Wehrmacht dirigé par le major Carl Szokoll au sein du commandement du Wehrkreis XVII. Au printemps 1945, ils planifient l'opération Radetzky, dont le but est de soutenir l'Armée rouge dans la libération de Vienne et d'empêcher des destructions majeures. Mais l'opération Radetzky prévue pour le 6 avril est trahie.
Le 6 avril 1945, Raschke est arrêté dans le bâtiment du commandement du Wehrkreis XVII, au Universitätsstraße 7, mais est acquitté avec Alfred Huth lors de l'audience ultérieure de la cour martiale contre Karl Biedermann. Cependant, sur les instructions de Josef Dietrich, Raschke et Huth sont traduits devant un tribunal SS et de police et condamnés à mort le 8 avril 1945.
Aussitôt dans la journée, Raschke est pendu publiquement dans la place Am Spitz avec deux autres membres de la résistance militaire, le major Karl Biedermann et le capitaine Alfred Huth. Le chef du Sicherheitsdienst et de la Sicherheitspolizei à Vienne Rudolf Mildner ordonne lui-même le lieu de l'exécution. L'exécution est effectuée par des fonctionnaires de la Gestapo viennoise sous le commandement du Obersturmführer Franz Kleedorfer.
Rudolf Raschke, Karl Biedermann et Alfred Huth sont enterrés le 2 août 1945 au cimetière de Hietzing dans une tombe honorifique (groupe 66, rangée 19, numéro 5).

## Commémoration
En 1967, la caserne de Breitensee à Vienne-Penzing porte le nom de Biedermann et de ses deux compagnons d'armes Alfred Huth et Rudolf Raschke sous le nom de "Biedermann-Huth-Raschke-Barracks". En 1992, une voie de Floridsdorf, la Rudolf-Raschke-Gasse, porte son nom.